# Rosalia (festività)

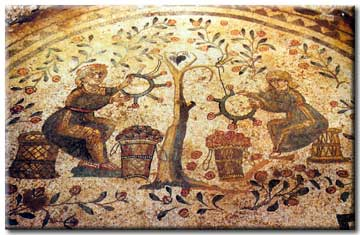
Tessitura di ghirlande di rose (mosaico Villa romana del Casale) IV secolo Piazza Armerina

Nell'Impero romano Rosalia, o Rosaria, era la festa delle rose, celebrata in diversi momenti, in particolar modo a maggio, che proseguiva fino alla metà di luglio. L'osservanza della festività era chiamata a volte rosatio (decorare con le rose) o i dies rosationis, "i giorni degli ornamenti con le rose", e poteva essere celebrata anche con le violette (violatio, decorare con le viole, o violae o dies violationis, "i giorni degli ornamenti con le viole"). Essendo una commemorazione dei defunti, la rosatio era una pratica sviluppatasi dall'uso di porre dei fiori nei siti di sepoltura. Era una tra le tante usanze religiose che i Romani praticavano in privato per prendersi cura dei morti, la quale rifletteva allo stesso tempo il valore attribuito alla tradizione (mos maiorum, "la via degli antenati"), al lignaggio familiare e ai memoriali, dalle piccole iscrizioni alla grandi opere pubbliche. Sul calendario romano molte date figuravano come giorni festivi o giorni commemorativi dedicati ai morti.
In quanto espressione religiosa, la rosatio poteva anche essere offerta alla statua di culto di una divinità, o ad altri oggetti che venivano venerati. A maggio, l'esercito celebrava il Rosaliae signorum, la festività delle rose nella quale adornavano gli stendardi militari con ghirlande. Le feste di associazioni private e circoli erano documentate da almeno quarantuno iscrizioni in latino e sedici in greco, dove l'osservanza è spesso chiamata rhodismos. 
I fiori erano tradizionalmente un simbolo di ringiovanimento, rinascita e di ricordo, con il colore rosso e viola delle rose e delle violette che si credeva evocasse il colore del sangue, come una sorta di rito propiziatorio. Il loro periodo di fioritura coinvolge tutta la primavera, in quanto le viole sono i primi fiori a fiorire e le rose gli ultimi. Essendo parte sia dei banchetti festivi, sia di quelli funebri, le rose adornavano "uno strano pasto...di vita e morte assieme, considerati come due aspetti dello stesso interminabile e sconosciuto processo". In alcune aree dell'Impero, la Rosalia era assimilata ad alcuni elementi floreali delle feste di primavera organizzate per Dioniso, Adone e altre divinità, ma l'uso delle rose come pratica ornamentale non era strettamente legata al culto di alcune di esse, e infatti si prestò bene anche alle commemorazioni cristiane ed ebraiche. I primi scrittori cristiani trasferirono l'immagine delle ghirlande e delle corone di rose e viole al culto dei santi.